# ماكابيبي
ماكابيبي وأسمها الرسمي بلدية ماكابيبي ، وهي بلدية من الدرجة الأولى في مقاطعة بامبانغا الفلبينية. وفقا للتعداد السكاني عام 2015، يبلغ عدد سكانها نحو 75850 نسمة.

## الجغرافية
تقع ماكابيبي في الجزء الجنوبي من بامبانغا. ويحدها من الشمال بلديات مينالين وغواغوا وأباليت. ومن الشرق بلديات كالومبيت وهاجونوي في بولاكان؛ من الغرب بلدية سسموان؛ وإلى الجنوب بلدية ماسانتول وخليج مانيلا.

## التاريخ
تعتبر بلدة ماكابيبي من المدن القديمة في مقاطعة بامبانغا الحديثة، وترتبط ارتباطًا وثيقًا بنهر بامبانغا (ريو غراندي دي لا بامبانغا). سميت المدينة بهذا الاسم لأنها تقع جغرافياً على طول شواطئ (بالفلبينية: بايباي) أو ضفاف ريو غراندي دي بامبانغا. ويشار إلى المدينة أحياناً باسم ماكابيبي بسبب وفرة الشعاب المرجانية والمحار على طول نهر ريو غراندي في الأوقات السابقة. كانت ماكابيبي أول مدينة يقطنها شعب كابامبانغان المعروف أيضاً باسم بامبانغينيوس أو بامبانغوس، سادس أكبر مجموعة إثنولوجية لغوية في الفلبين. وكانت في فترة الاستعمار الإسباني للفلبين واحدة من أكبر وأهم مجتمعات بامبانغا.
تتميز مدينة ماكابيبي القديمة بأهميتها بسبب موقعها على طول نهر بامبانغا. حيث وفرت طرق النهر وروافده الشمالية الممرات إلى المستوطنات الرئيسية في بامبانغا. الترجمة الإنجليزية لماكابي تعني: «المحاطة بالأنهار».
يقال أن لهجة ماكابيبي أقسى وأعلى صوتياً من غيرها بسبب كيفية تواصل سكان البلدة عبر النهر.
ويعد نهر بامبانغا ذو أهمية كبيرة بالنسبة لـ (ماكابيبي). ويعتبر الصيد فيه مصدراً رئيسياً للعمل والدخل لسكانها. ويمكن العثور على عدد من مصايد الأسماك على طول النهر.
تعد مقاطعة بامبانغا هي الوطن التقليدي لشعب كابامبانغان. لقد لعب كابامبانغان في ماكابيبي دوراً فعالاً ومتضارباً في بعض الأحيان في تاريخ الفلبين. حيث قاتلوا ضد الأسبان في عام 1571، ومثال ذلك الشاب طارق سليمان (بامباليتو) الذي كان أول شهيد كابامبانغاني وفيليبيني قاتل ضد الحكم الإسباني في معركة قناة بانكوساي. كما دافعوا عن الحامية الإسبانية الأخيرة ضد الثوار الفلبينيين عام 1898.
الكابامبانغان في ماكابيبي كانوا أيضاً الحليف الكبير للإمبراطورية الإسبانية عندما حاول الغزاة الهولنديون استعمار الفلبين، وقاتلوا إلى جانب الأسبان مرة أخرى لحماية الجزر من الغزاة وكان يُسمح في المقابل للكابامبانغان فقط بالدراسة في المدارس والجامعات البارزة التابعة للاسبان.
في عام 1901، قبض الجنرال الأمريكي فيديريك فونستون وقواته على الرئيس الفلبيني إميليو أغينالدو في بالانان، إيزابيلا، بمساعدة بعض من الكابامبانغانيين الذين انضموا إلى جانب الأمريكيين. حيث تظاهر الأمريكيون بأنهم أسرى في ماكابيبي، وكان الكابامبانغانيين يرتدون ملابس الجيش الفلبيني. بمجرد دخول فونستون و «خاطفيه» إلى معسكر أغينالدو، وقاموا على الفور باعتقال الرئيس الفلبيني ورجاله.
خلال الحرب العالمية الثانية، داهمت المقاتلات اليابانية وطائرات القاذفة الجوية بلديات ماكابيبي في ديسمبر 1941، حتى سقطت ماكابيبي بيد الجيش الإمبراطوري الياباني في عام 1942.

## الديموغرافيا
في تعداد عام 2015، بلغ عدد السكان في ماكابيبي نحو 75850 نسمة، وبلغت كثافة السكان 720 نسمة لكل كيلومتر مربع أو 1900 نسمة لكل ميل مربع.

### الدين
بالنسبة للدين في ماكابيبي، يشكل الكاثوليك 87٪، أعضاء في كنيسة الله الدولية 5٪، كنيسة المسيح 3٪، الإنجيليون 2٪، آخرون 3٪.

#### الكنائس
تتمتع أبرشية سان فرناندو الكاثوليكية الرومانية بالولاية القضائية على كنيسة أبرشية سان نيكولاس دي تولينتينو 1575. تأسست في عام 1575 تحت إشراف سان نيكولاس دي تولينتينو. يبلغ طول الكنيسة التراثية 70 متراً (230 قدماً) وعرضها 17 متراً (56 قدماً) وارتفاعها 11 متراً (36 قدماً).
ماكابيبي هي أيضا موطن كنيسة سان غابرييل تشابل. وأعيد بناء هذه الكنيسة حديثاً لتكون بديلاً عن الكنيسة القديمة التي دمرتها الفيضانات بعد ثوران جبل بيناتوبو. حيث تم تشييدها رسمياً في عام 2002، وتم افتتاحها في مايو 2010.
واحدة من أكثر الكنائس زيارة في ماكابيبي هي كنيسة ستا ماريا، وهي موطن ملكة وقديسة برنجيه (نوسترا سينيورا دي لا باز). تقع الكنيسة تحت سلطة كنيسة أبرشية سان رافائيل رئيس الملائكة. وتعتبر الكنيسة التي أقيمت حديثًا بديلاً عن الكنيسة القديمة نظراً لأنها كانت تغمر المياه دائماً في مواسم الأمطار. تم القيام بأعمال التجديد في أبريل 2005 تحت إشراف رئيس الأساقفة باتشيانو أنيسيتو. تاريخياً، أطلق على المكان الذي أقيمت فيه الكنيسة اسم «باليتي». لأنه في العصور القديمة في هذا المكان بالضبط، زرعت شجرة بيغ باليتي (التين الخانق).

## الحكومة المحلية
مثل غيرها من المدن في الفلبين، تتم إدارة ماكابيبي من قبل رئيس البلدية ونائب رئيس البلدية الذين يتم انتخابهم لمدة ثلاث سنوات. أما العمدة فهو الرئيس التنفيذي ويقود إدارات البلدة في تنفيذ القوانين وتحسين الخدمات العامة، أما نائب العمدة فيرأس المجلس التشريعي (سانغ يونيانغ بيان) الذي يتألف من مجموعة من المستشارين.

## السياحة والثقافة
المدينة غنية بماضيها وثرواتها. حيث من الممكن اكتشاف ثروة تراث المدينة من خلال قاعة المدينة والكنائس الموجودة فيها. يقام مهرجان المدينة سنوياً في العاشر من سبتمبر على شرف القديس نيكولاس دي تولينتينو.

## الرعاية الصحية
توفر المدينة خدمات طبية وعمليات طبية مجانية، وتعمل المرافق الصحية بكامل طاقتها وتخدم السكان في كل برنجيه تابعة لها. هناك عدد قليل من المستشفيات في المدينة. مكتب مقاطعة وممثل الكونغرس يقع بالقرب من وسط المدينة.

## معرض صور
- سوق شعبي في ماكابيبي
- كنيسة أبرشية سان نيكولاس دي تولينتينو
- كنيسة سان غابرييل
- مستشفى سيدة الصلاة في ماكابيبي

## الهوامش
1. ↑  Macabebe founding anniversary 'historically correct' - SUNSTAR نسخة محفوظة 8 أبريل 2019 على موقع واي باك مشين.
2. ↑  2020 Census of Population and Housing (2020 CPH) Population Counts Declared Official by the President (بالإنجليزية), Philippine Statistics Authority, 7 Jul 2021, QID:Q107442757
3. ↑  Household Population, Number of Households, and Average Household Size of the Philippines (2020 Census of Population and Housing) (بالإنجليزية), Philippine Statistics Authority, 23 Mar 2022, QID:Q107442757
4. ↑  GeoNames (بالإنجليزية), 2005, QID:Q830106
5. ↑  otopphilippines.gov.ph[وصلة مكسورة]
6. 1 2  Meet Bambalito, The First Warrior-Hero Who Died Fighting For Our Freedom نسخة محفوظة 17 يونيو 2018 على موقع واي باك مشين.

## وصلات خارجية
- الرمز الجغرافي الفلبيني القياسي
- معلومات التعداد الفلبيني